# Denis Bowen
Denis Bowen (* 5. April 1921 in Kimberley Südafrika; † 23. März 2006) war ein informeller Maler. Er war 1956 maßgeblich an der Gründung der New Vision Center Gallery beteiligt, die schon bald eine der wichtigsten Adressen für junge Kunst in London wurde und für den Austausch mit dem europäischen Ausland eine maßgebliche Rolle spielte.

## Leben
Denis Bowen graduierte 1946 am Royal College of Art und gründete 1951 die „New Vision Group“, aus der später die New Vision Centre Gallery hervorgehen sollte. Er war als Professor an mehreren Universitäten weltweit tätig, und seine Werke sind Bestandteile öffentlicher und privater Sammlungen, darunter der renommierten Londoner Tate Gallery und dem Victoria and Albert Museum. Er gehörte zu den englischen Malern der Nachkriegszeit, die sich der Abstrakten Kunst verschrieben. Bereits während seiner Schulzeit  bewunderte konstruktivistische Objektarbeiten von Ben Nicholson und fühlte sich verbunden mit Künstlern der Penwith Society of Artists in St.Ives (Cornwall). Er begann mit abstrakten Farbkompositionen, wurde aber kein konsequenter Tachist, da er zu sehr an einem konstruktivistischen Gerüst hing. Bowens arbeitete mit John Coplans, einem Mitbegründer von Artforum zusammen.

## Werk
Im April 1957 veranstaltete die Redfern Gallery London eine Ausstellung ´metavisueller Malerei´und präsentierte der Öffentlichkeit eine neue Schule. Denis Bowen beteiligte sich mit einem stark reduzierten Farbbild, ließ bräunlichschwarze Lackfarbe über einen silbernen Grund fließen oder verkleckern. Ein Jahr darauf gründete Denis Bowen zusammen mit Künstlerfreunden eine eigene Galerie und nannte sie "New Vision Centre Gallery". Hier sah Joachim Reinke,  Mitarbeiter der Galerie Dagmar Wirth, diese neuen Arbeiten und vermittelte einen Ausstellungstausch beider Galerien. Günter Wirth übernahm mehrere Arbeiten in seine Sammlung und zeigte sie des Öfteren in Gruppenausstellungen.